# Бюрен (Брамвальд)
Бюрен (нем. Bühren) — община в Германии, в земле Нижняя Саксония.
Входит в состав района Гёттинген. Подчиняется управлению Дрансфельд. Население составляет 527 человек (на 31 декабря 2010 года). Занимает площадь 13,99 км².
| Год  | Население |
| ---- | --------- |
| 1990 | 550       |
| 1995 | 540       |
| 2000 | 549       |
| 2005 | 560       |
| 2010 | 530       |